# Вільям Гантер Мак-Крі
Сер Вільям Гантер Мак-Крі (англ. Sir William Hunter McCrea; 13 грудня 1904, Дублін — 25 квітня 1999, Льюїс, Східний Сассекс) — англійський астроном і математик, член Лондонського королівського товариства (1952).

## Життєпис і дослідження
Родився в Дубліні (Ірландія). У 1926 році закінчив Триніті-коледж Кембриджського університету, продовжував навчання в Геттінгенському університеті (Німеччина). Упродовж 1930—1932 років викладав математику в Единбурзькому університеті, в 1932—1936 роках — у Лондонському університеті й Імпіріел-коледжі. Потім був професором математики в Белфастському (1936—1944) і Лондонському (1944—1966) університетах. Упродовж 1966—1972 років — професор теоретичної астрономії Сассекського університету, з 1972 — почесний професор.
Основні наукові роботи належать до різних областей теоретичної астрофізики — теорії зоряних атмосфер, фізики міжзоряного середовища, космогонії, космології. У 1929 році виконав піонерські дослідження динамічних ефектів турбулентності як механізму, здатного забезпечити надходження речовини в хромосферу. У 1931 році побудував першу послідовну модель атмосфери й з її допомогою розрахував вихідний потік випромінювання; ця модель дозволила вперше отримати самоузгоджені кількісні оцінки ряду параметрів атмосфер зірок. Одним з перших звернувся до проблеми обліку сферичності зоряних атмосфер, вивчав перенесення випромінювання в рухомих атмосферах та закінчення речовини із зірок Вольфа — Рає і нових.
Разом з Е. А. Мілном у 1934 році побудував ньютонівську космологічну теорію, яка, не використовуючи складний математичний апарат загальної теорії відносності, служить для багатьох явищ космічних масштабів гарним наближенням до релятивістської космології. Розробив з погляду загальної теорії відносності деякі аспекти гіпотези Ф. Гойл про безперервне виникненні матерії. Останнім часом займався дослідженням початкових умов у моделях однорідного та ізотропного Всесвіту. Створив єдину теорію утворення зірок і планетних систем з газових хмар, які перебувають у стані надзвукової турбулентності. У припущенні, що планети утворюються як холодні тіла, розглянув розділення хімічних елементів у планетній речовині. Вивчив роль ударних хвиль у процесах акреції міжзоряної речовини зірками; висловив припущення, що проходження Сонця через пилові хмари, пов'язані зі спіральними хвилями щільності, можуть бути причиною настання льодовикових періодів на Землі й що з цих хмар Сонце може черпати матеріал для поповнення свого сімейства комет. В інших астрономічних роботах вивчав статистичні властивості квазарів (залежність між їхнім червоним зсувом і зоряною величиною), виникнення направленого випромінювання в пульсарі, процеси перетікання речовини в подвійних системах. Ряд робіт присвячено теоретичній хімії та математиці.
Автор книг «Релятивістська фізика» (1935), «Фізика Сонця і зірок» (1950).
Член Ірландської королівської АН, Единбурзького королівського товариства, Німецької академії природодослідників «Леопольдина», президент Лондонського королівського астрономічного товариства (1961—1963).
Золота медаль Лондонського королівського астрономічного товариства (1976), премія ім. Кіта Единбурзького королівського товариства (1941).